# Julia Solomonoff
Julia Solomonoff (Rosario (Argentina), 4 de març de 1968) és una directora de cinema, guionista, actriu i productora argentina el nom complet de la qual és Ileana Julia Solomonoff.

## Biografia
Filla de pares metges, la seva mare va ser una feminista que va estar presa per raons polítiques el 1962.
Fins als 19 anys va viure a la seva ciutat natal i va estudiar en l'Institut Politècnic, del Centre d'Estudiants del qual va ser secretària general.
Es va instal·lar a Buenos Aires on va estudiar en l'actual Enerc, després va passar sis anys a Nova York per tornar a Buenos Aires al novembre de 2001 amb el guió del film Hermanas que havia desenvolupat en el taller de guió de Sundance i en el Berlinale Talent Campus. Quan aquest film es va estrenar en el Festival Internacional de Cinema de Toronto de 2005 va tenir excel·lents crítiques. El següent llargmetratge que va dirigir va ser El último verano de la Boyita, coproduït per la companyia El Deseo, de Pedro Almodóvar, i va obtenir una vintena de premis internacionals.
Es va graduar amb honors de Mestratge en Cinema per la Universitat de Colúmbia de Nova York, on és Professora de direcció Cinematogràfica des de 2009.
Pel seu projecte del film Nobody’s Watching, va ser guardonada amb el premi de desenvolupament Heineken Veus del Festival de Cinema de Tribeca de 2013.
Entre els seus treballs per a televisió figuren The Suitor (2001), pel·lícula per Public Broadcasting Service, i Paraná, Biografia de un rio (2012), sèrie de 13 documentals per al Canal Encuentro.
A més de ser assistent de diversos destacats directors, ha estat productora de Cocalero, d'Alejandro Landes, Historias que solo existen al ser recordadas, de Julia Murat, Todos tenemos un plan, d'Ana Piterbarg, Memorias cruzadas, de Lucía Murat, i La tercera orilla, de Celina Murga. També va ser jurat en nombrosos festivals i assessora de guió de Proimágenes Colombia i de la Trinitat and Tobago Film Company.

## Filmografia
com a directora
- Octavo 51 (1992)
- Un día con Ángela (1993) (curt)[3]
- Siesta (1998) (curt)
- Hermanas (2005)
- Scratch (2005) (curt)
- Ahora (2005) (curt)
- El último verano de la Boyita (2009)
- Nobody's Watching (2016).[4]

com a guionista
- Octavo 51 (1992)
- Un día con Ángela (1993) (curt)
- Siesta (1998) (curt)
- Hermanas (2005)
- Scratch (2005) (curt)
- Ahora (2005) (curt)
- El último verano de la Boyita (2009)

com ajudant de direcció
- La peste (1992)
- 1000 Boomerangs (1995)
- Canción desesperada (1997)
- Silvia Prieto (1999)
- Diarios de motocicleta (2004)

com a productora
- Cocalero (2007)
- El último verano de la Boyita (2009)
- Historias que sólo existen cuando son contadas (2012)
- Memorias cruzadas (2013)

com a directora de fotografia
- El último verano de la Boyita (2009)

## Televisió
com a actriu
- Versión española: Ella mateixa (1 episodi, 2009)
- Dies de cine: Ella mateixa (1 episodi, 2010)
- Miradas 2: Ella mateixa (1 episodi, 2010)

com a guionista
- Mujeres en rojo: Ahora (2003)

com a directora
- The Suitor (2001)
- Mujeres en rojo: Ahora (2003)